# Fay Wray
Vina Fay Wray (Alberta, 15 de setembre de 1907 – Nova York, 8 d'agost de 2004) va ser una actriu canadenca que va desenvolupar la seva carrera als Estats Units i va adquirir reconeixement internacional per la seva interpretació del paper femení principal de King Kong (1933). Es va destacar principalment com a actriu en pel·lícules de terror que li van valer el sobrenom de «la reina del crit» ("Scream Queen" en anglès).
Després d'obtenir breus papers cinematogràfics, va guanyar l'atenció de la premsa pública quan va ser seleccionada com una de les WAMPAS Baby Stars. Això va portar al fet que Wray fos contractada en la seva joventut per Paramount Pictures, amb la qual va realitzar més d'una dotzena de pel·lícules, entre elles The Wedding March (1928), el seu primer protagonista.
Després d'abandonar la Paramount, va signar contractes amb diferents companyies cinematogràfiques que inicialment la van llançar com a actriu de pel·lícules de terror; durant aquesta etapa, es van destacar les seves participacions a The Bowery (1933) i ¡Viva Villa! (1934), ambdues protagonitzades per Wallace Beery.
Per a RKO Radio Pictures, va protagonitzar el seu film més representatiu, King Kong. Després de l'èxit d'aquest, Wray va aparèixer al cinema i la televisió amb personatges importants fins al seu retir definitiu com a actriu en 1980. Al moment de la seva mort, comptava amb prop de 100 pel·lícules filmades, tant mudes com sonores.

## Biografia

### Infància i joventut
La família de Wray tenia orígens mormons i era descendent del colon William Pynchon, fundador de la ciutat de Springfield, Massachusetts. Va néixer a un ranxo pròxim a Cardston, Alberta, al Canadà, la quarta dels sis fills de Joseph Heber Wray (19 de desembre de 1861-5 de maig de 1930), provinent de Kingston upon Hull, Yorkshire, i Elvina Marguerite Jones (24 de gener de 1870-28 d'abril de 1938), originària de Salt Lake City, Utah. La seva família va tornar als Estats Units quan Fay tenia tres anys i després es va traslladar a Salt Lake City el 1912, i posteriorment a Lark, Utah, el 1914. El 1919, quan els seus pares se separaren, Fay i els seus germans van retornar amb la seva mare a Salt Lake City a causa de l'epidèmia de grip estesa després de la Primera Guerra Mundial que li va costar la vida a una de les germanes de Fay en 1918. Consecutivament es van traslladar a Califòrnia, on Fay va assistir a la Hollywood High School.

### Començaments de la seva carrera
En 1923, Wray va aparèixer en la seva primera pel·lícula quan va debutar amb tot just 16 anys en un curtmetratge històric patrocinat per un periòdic local. Al llarg de la dècada de 1920, va aconseguir el paper principal en la pel·lícula muda The Coast Patrol (1925) així com altres treballs breus per als estudis Hal Roach, on va romandre sis mesos —després de treballar breument amb els estudis Century.
En 1926, l'Associació Occidental d'Anunciants Cinematogràfiques, una organització estatunidenca de cinema, va seleccionar a Wray com una de les WAMPAS Baby Stars, un grup de dones triades per ser les més prometedores del panorama cinematogràfic del moment. L'actriu es trobava en aquest moment sota contracte de Universal Studios, en la seva majoria com a coprotagonista de westerns de baix pressupost.

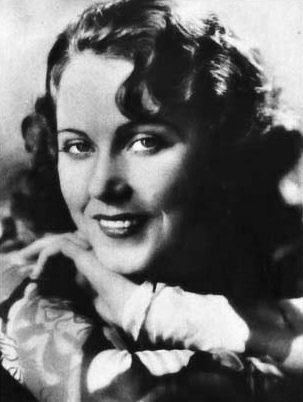
L'actriu vers 1930.

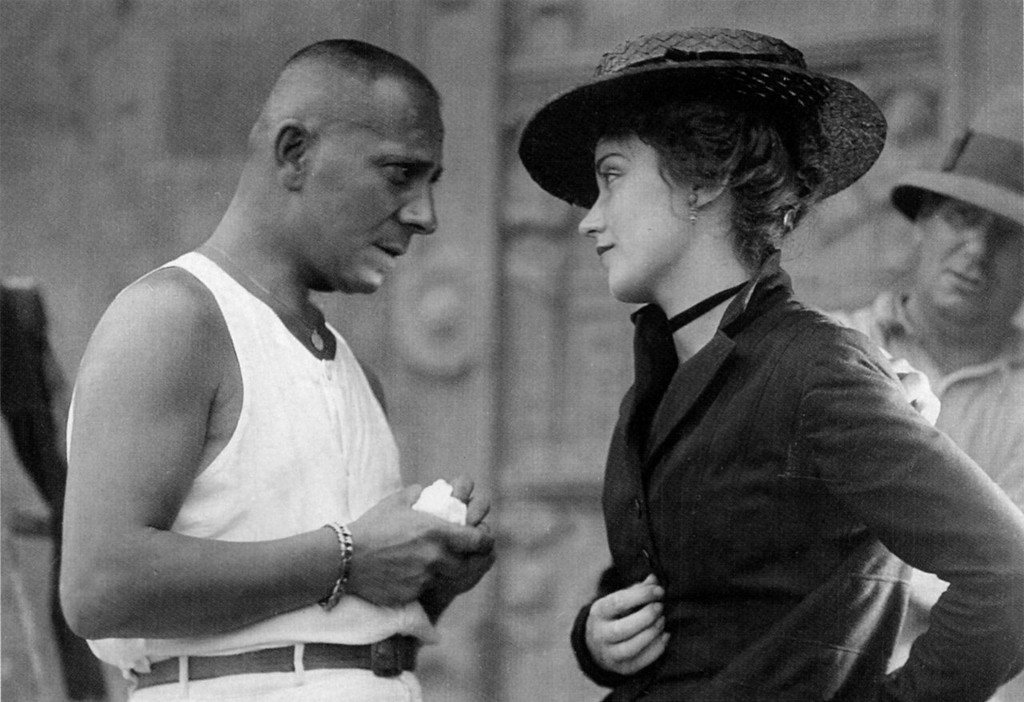
Erich von Stroheim i Fay Wray al set de The Wedding March

A l'any següent va signar un contracte amb Paramount Pictures per a realitzar una sèrie de pel·lícules de mitjana qualitat al costat de Gary Cooper i Jack Holt, de les quals es destaca The Texan (1930). El 1928, el director Erich von Stroheim la va seleccionar per a encapçalar l'elenc femení principal de la pel·lícula The Wedding March, emesa per la Paramount després d'un rodatge extens i dificultós que es va destacar pel seu alt pressupost i els valors de producció. Si bé va ser un fracàs financer, li va donar el seu primer paper protagonista. El melodrama va estar dirigit i protagonitzat per von Stroheim en el rol d'un príncep vienès incapaç de triar a la dona que estimava —Wray en el paper de Mitzi— per una noia rica que podia assegurar el seu futur. L'actriu va comentar a The Guardian en 1998: «Mai vaig tenir un altre director tan genial com Stroheim... El seu talent era una capacitat infinita per la cura dels detalls... I encara que es tractava d'una pel·lícula muda, va insistir que els actors havien de parlar línies precises». L'actriu sempre va creure que si hagués continuat treballant amb von Stroheim, la seva carrera hagués pres un rumb i una qualitat diferents. Es va sorprendre amb els seus mètodes de treball i va arribar a estar enamorada d'ell però quan va començar a demostrar els seus sentiments, les insinuacions de von Stroheim la van intimidar. Va romandre a la Paramount fins a 1929 per a realitzar més d'una dotzena de pel·lícules i fins i tot va continuar treballant durant la transició del cinema mut al sonor.

### Pel·lícules de terror iKing Kong

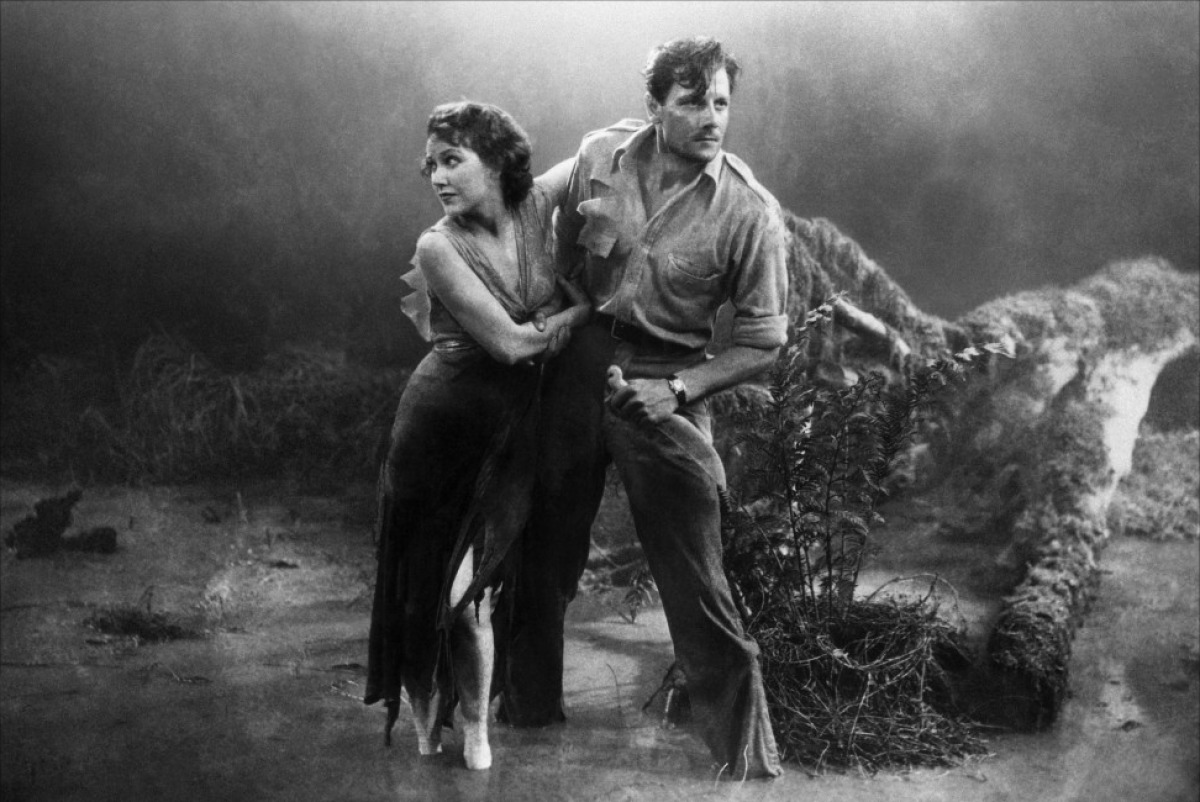
Fay Wray i Joel McCrea a Les caceres del comte Zaroff (1932).

Després d'abandonar la Paramount, Wray va signar contractes amb diverses companyies cinematogràfiques. Va ser sota aquests acords que va ser llançada com a actriu de pel·lícules de terror, com en The Vampire Bat (1933), Doctor X (1932) o Mystery of the Wax Museum (1933), que li van valer el sobrenom de «La Reina del Crit». No obstant això, les seves pel·lícules més destacades es van estrenar quan va treballar sota el segell de la RKO Radio Pictures. El seu primer film per a aquesta companyia va ser Les caceres del comte Zaroff (1932), una adaptació de la història breu de Richard Connell coprotagonitzada per Joel McCrea. Les preses —en la seva majoria a la nit— van ser realitzades en els mateixos sets utilitzats durant el dia per a les seqüències de l'Illa Calavera de King Kong. Wray i Robert Armstrong van participar de totes dues pel·lícules.
Les caceres del comte Zaroff va ser seguit per la pel·lícula més memorable de Wray, King Kong, estrenada al Radio City Music Hall i en el Roxy Theatre. D'acord amb Wray, Jean Harlow havia estat l'actriu triada inicialment per RKO però no va estar disponible pel fet que MGM l'havia posat sota contracte exclusiu durant la preproducció de la pel·lícula. El director Merian C. Cooper li va oferir a Wray exercir el paper d'Ann Darrow, la captiva de King Kong, sota un sou de 10 000 USD per deu setmanes de treball. L'actriu va recordar com Cooper «em va cridar a la seva oficina i em va mostrar esbossos d'una selva. Després em va dir: "Treballaràs amb el galant més alt i fosc de Hollywood". Bé, jo vaig pensar que em parlava de Clark Gable. No obstant això, després em va mostrar el dibuix d'un simi gegantesc, de la grandària de l'edifici del Empire State, i em va dir: "Aquest és el teu galant"». La pel·lícula va ser un èxit comercial i Wray, que només va veure King Kong quatre vegades, es va sentir orgullosa que la seva labor salvés a RKO de la fallida. El film va recaptar 90 000 USD durant els primers quatre dies, una xifra summament elevada si es té en compte que els Estats Units estava restablint-se de la crisi de 1929 i les entrades cinematogràfiques costaven 15 centaus. La pel·lícula va romandre lligada per sempre a la carrera de l'actriu, que a més va ser elogiada per la crítica per la seva combinació de sensualitat, vulnerabilitat i capacitat per a cridar. The New York Times va publicar: «Imaginin a una bèstia de quinze metres amb una noia en les seves arpes, escalant per l'exterior de l'edifici Empire State, i que després de deixar-la en una sortint, tracti d'agafar als avions i que després, aquests disparin bales de les seves metralladores al cos del monstre». Si bé la majoria de les crítiques van ser favorables, Joe Bigelow de la revista Variety va afirmar que King Kong seria una bona pel·lícula d'aventures si «l'audiència s'acostumés als moviments mecànics, als desperfectes exposats de l'animal i a la falsa atmosfera de la pel·lícula».
En el film Wray va representar a Ann Darrow, una actriu desocupada que accedeix a prendre un treball amb una empresa de cinema que es dirigeix a filmar en una illa misteriosa. King Kong és el gegantesc simi que habita a l'illa i se sent atret per l'actriu, motiu pel qual la segresta. Una vegada traslladat a Nova York, mor des de l'alt de l’Empire State. No obstant això, Wray sempre va ser conscient que seria recordada per la culminació del film en la qual el simi gegant l'eleva a la part superior de l'edifici, la col·loca suaument sobre una cornisa, arremet amb fúria als avions de combat que ho crivellen a trets i finalment cau mort des del gratacel de 102 pisos.
| «          | M'hauria agradat haver tingut papers de caràcter més inusual i profunditat, i amb freqüència vaig pensar que era massa dolenta per a això. Tanmateix, és una cosa estranya. Crec que tinc almenys una pel·lícula per la qual les persones s'han interessat prou al punt de fer-les sentir bé. Crec que és un tipus estrany de màgia que té King Kong. Les persones han canviat les seves vides a causa d'aquest i m'ho han dit. | » |
| — Fay Wray | |   |

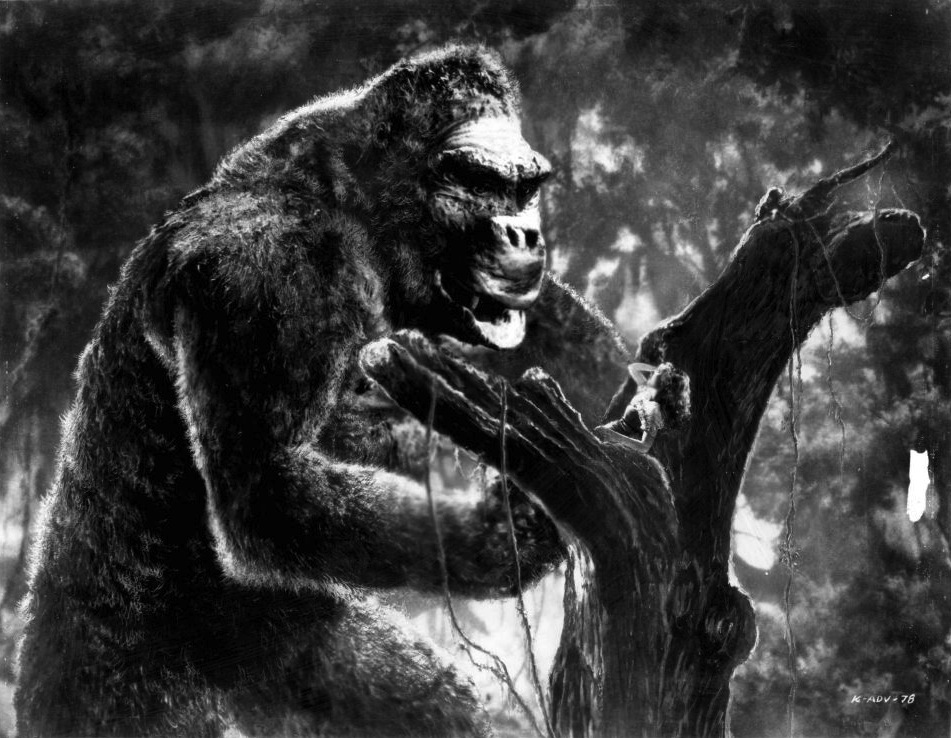
Fay Wray en una escena al costat de King Kong (1933).

Wray va recordar que la part més perillosa de la filmació de King Kong va ser quan va sentir que estava a punt de caure a causa de la tendència de la mà del goril·la gegant a afluixar les seves mans mentre estava suspesa molt per sobre dels sets de filmació. En aquesta escena li va implorar al director Merian C. Cooper que la baixés al sòl per descansar uns minuts abans de ser assegurada una vegada més a la mà i elevar-la de nou. A pesar que King Kong representava diversos metres d'altura en la pel·lícula, en la realitat consistia en 18 centímetres de tela, metall i cautxú els efectes especials del qual van estar a càrrec de Willis O'Brien. L'única part del monstre que era de grandària natural era el braç de sis metres de llarg i la pota. Les extremitats es van exhibir durant un temps en el Museu d'Història Natural de Los Angeles.
D'altra banda, Wray va passar un dia sencer gravant de manera addicional crits estridents i planyívols que un editor va inserir posteriorment en la banda sonora i que fins i tot, van ser utilitzats per a altres pel·lícules de terror. En preguntar-li com va ser capaç de reproduir aquests crits, va respondre: «Em vaig fer creure a mi mateixa que l'esperança de rescat més pròxima possible estava almenys a una milla de distància».
Wray va manifestar en una entrevista de 1993 que va arribar a sentir que Kong «va ser una cosa molt especial per a molts, però també per a mi. Encara que ell tenia una força tremenda i el poder de destruir, algun tipus d'instint li va fer apreciar el que ell veia com tan bell». També va manifestar que la pel·lícula «pot afectar homes de totes les edats. Recentment, un nen de 6 anys d'edat, em va dir: "He estat esperant la meitat de la meva vida per conèixer-te"». En una entrevista de 1987, Wray va confessar que havia rebut un guió per interpretar un petit paper en la remake de 1976 de King Kong, en la qual Jessica Lange era la coprotagonista. El columnista Roderick Mann va manifestar en el mateix any que «el King Kong original era tan extraordinari, tan ple d'imaginació i efectes especials que mai serà igualat».

### Carrera posterior
Wray va provar escriure obres teatrals en 1939 i va col·laborar amb Sinclair Lewis en la peça Angela is 21, que va ser adaptada per a cinema per Universal com This Is the Life en 1944, però la seva obstinació a penes va ser lleugerament reeixida. El mateix va ocórrer quan va protagonitzar a Broadway Nikki i The Brown Danube el 1931 o quan va aparèixer a Golden Wings i Mr. Big el 1941. Va continuar com a protagonista de diverses pel·lícules encara que en la dècada de 1940 les seves aparicions es van fer menys freqüents. Es va retirar de l'actuació en 1942 després de casar-se en segones núpcies. Tamateix, a causa d'alguns problemes econòmics, va continuar la seva carrera actoral durant les següents tres dècades, en les quals va treballar en cinema i de manera freqüent en televisió.
| «          | Les circumstàncies van interrompre la meva energia, el meu impuls i la meva visió de mi mateixa... però és així com va ser i no m’hi sento pertorbada. | » |
| — Fay Wray | |   |

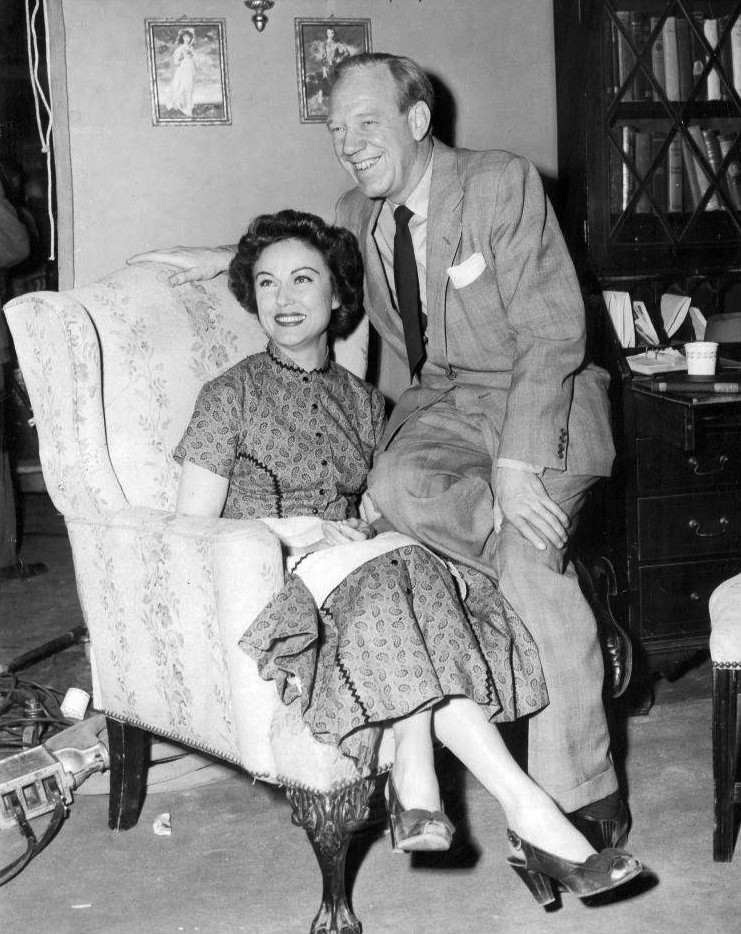
Fay Wray i Paul Hartman en el cicle televisiu The Pride of the Family (1953).

Wray fou elegida per la sitcom produïda por ABC durant 1953-54, The Pride of the Family, en el paper de Catherine Morrison. Paul Hartman va interpretar al seu marit, Albie Morrison, mentre que Natalie Wood i Robert Hyatt interpretaren als seus fills, Ann i Junior Morrison respectivament. També va aparèixer en tres episodis del drama judicial Perry Mason, el primer dels quals, The Case Of The Prodigal Parent (episodi 1-36), va sortir a l'aire el 7 de juny de 1958. Un any després va interpretar a Tula Marsh en l'episodi The Second Happiest Day de la sèrie antològica Playhouse 90 de la CBS. En el mateix any va intervenir en un episodi de Alfred Hitchcock Presents titulat The Morning After.
En 1960 va aparèixer com Clara en l'episodi Who Killed Cock Robin? de la sèrie detectivesca de l'ABC, 77 Sunset Trip. En 1963 va interpretar a la senyora Brubaker en l'episodi You're So Smart, Why Can't You Be Good? de The Eleventh Hour, un drama mèdic sobre la psiquiatria produït per nBC. Va acabar la seva carrera com a actriu en la pel·lícula per a televisió Gideon's Trumpet (1980) amb Henry Fonda encara que va continuar escrivint obres de teatre que es van produir en teatres regionals.
He tingut una vida bonica gràcies a les pel·lícules.  
El 1989 va publica al seva autobiografia titulada By the Other Hand. Durant els seus últims anys, Wray va continuar realitzant aparicions públiques i mantenint una vida activa per a la seva edat, a tal punt que amb noranta anys conduïa el seu automòbil. Va ser així com el director James Cameron es va acostar per a oferir-li el paper de Rose Calvert en la reeixida pel·lícula Titanic (1997), amb Kate Winslet en la versió jove del personatge. No obstant això, Wray, de llavors 90 anys, va rebutjar el paper que l'hagués fet coneguda pel públic més jove al·legant que «hagués estat una experiència tortuosa». El rol va ser atorgat a Gloria Stuart, tres anys menor que Wray. Titanic va obtenir onze premis Oscar posteriorment Stuart diria que era una de les poques que «estava disponible, no era alcohòlica, reumàtica, ni s'estava enfonsant». Wray va ser convidada especial en els Premis Oscar de 1997, on el presentador del xou, Billy Crystal, la va anunciar com «la bellesa que va captivar a la bèstia». Va ser l'única actriu de Hollywood dels anys 1920 a ser present aquesta nit. Al gener de 2003, amb 95 anys, Wray va assistir al Festival Internacional de Cinema de Palm Beach per encoratjar al documental de Rick McKay en el qual havia participat, Broadway: The Golden Age, pel qual va ser guardonada amb un premi «Legend in Film». Durant la seva etapa final també va visitar l'edifici Empire State amb freqüència, una vegada com a convidada d'honor en el 60è aniversari de la construcció en 1991 i una altra al maig de 2004, menys de tres mesos abans de la seva mort. L'actriu va escriure en les seves memòries: «D'un altre costat, cada vegada que arribo a Nova York i veig el perfil ciutadà i l'exquisida silueta del Empire State, el meu cor batega amb major rapidesa. En realitat, m'agrada aquesta sensació». La seva última aparició pública va ocórrer al juny de 2004 durant una celebració en el restaurant Sardi a la ciutat de Nova York després de l'estrena del film documental en el que havia participat.

### Mort

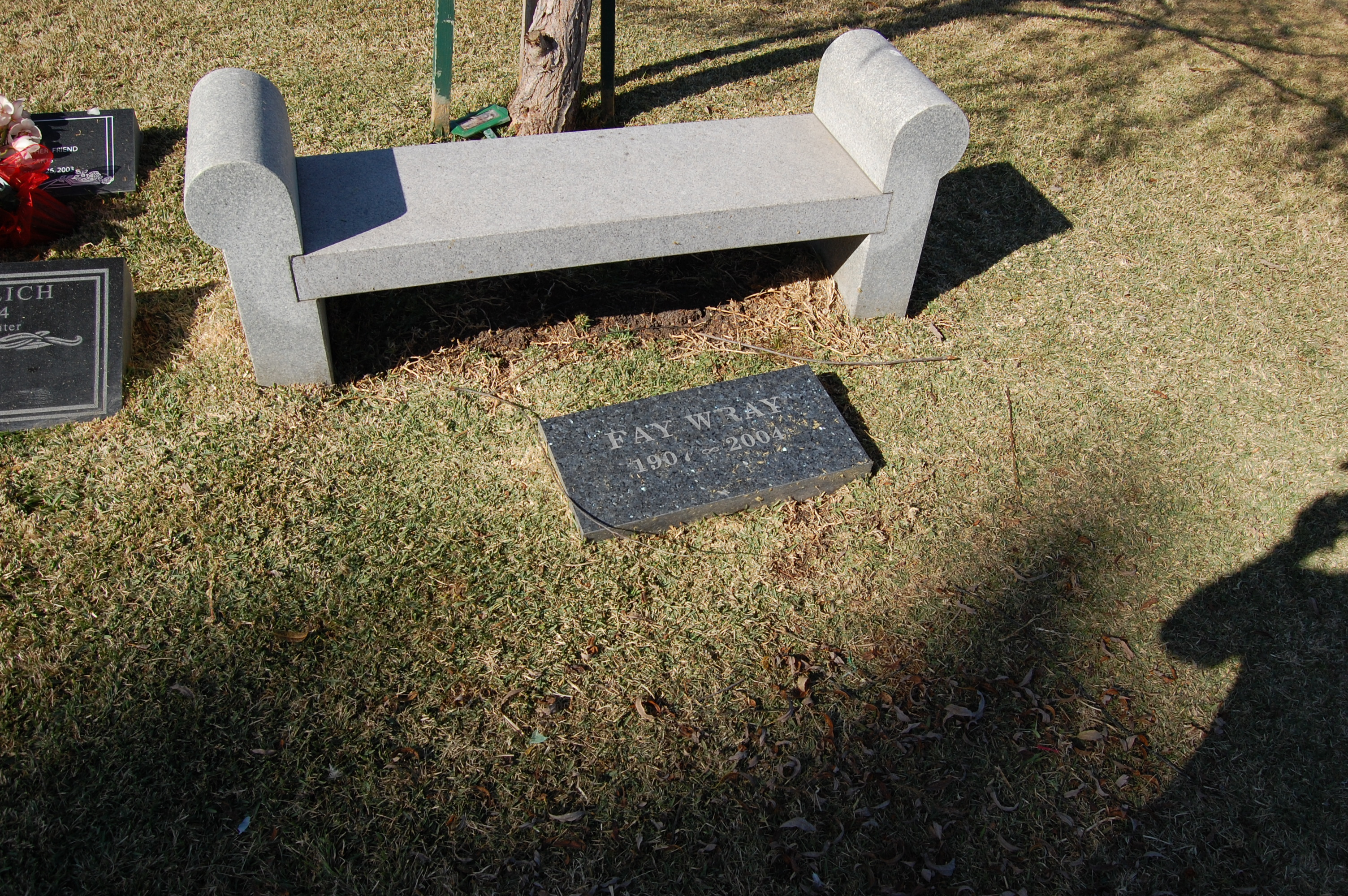
Tomba de Fay Wray al Hollywood Forever Cemetery.

En 2004, el director Peter Jackson li va oferir fer un petit cameo en la remake de King Kong de 2005. Wray es va reunir amb Naomi Watts, que anava a interpretar el paper d'Ann Darrow, i va declinar educament la proposta. No obstant això va encoratjar a Watts murmurant-li: «Ann Darrow està en bones mans». Abans que la filmació comencés, Wray va morir de causes naturals mentre dormia el 8 d'agost de 2004 al seu apartament de la Cinquena Avinguda de Manhattan als 96 anys. El seu amic Rick McKay va dir que «es va esvair silenciosament com si anés a dormir». Les seves restes van ser inhumades al Hollywood Forever Cemetery a Califòrnia.
L'endemà passat de la seva mort, les llums del Empire State van ser apagades durant 15 minuts en la seva memòria.

### Vida personal
Wray es va casar tres vegades, amb els escriptors John Monk Saunders (22 de novembre de 1897-11 de març de 1940) i Robert Riskin (30 de març de 1897-20 de setembre de 1955), i el neurocirurgià Sanford Rothenberg (28 de gener de 1919-4 de gener de 1991). Va tenir tres fills amb els seus dos primers matrimonis: Susan Saunders (n. 1936), Robert Riskin Jr. (n. 1943, va ser propietari de la botiga de guitarres McCabe) i Victoria Riskin (n. 1946, expresidenta del Writers Guild of America, West). També va mantenir un llarg romanç amb Clifford Odets i va ser festejada per Sinclair Lewis.

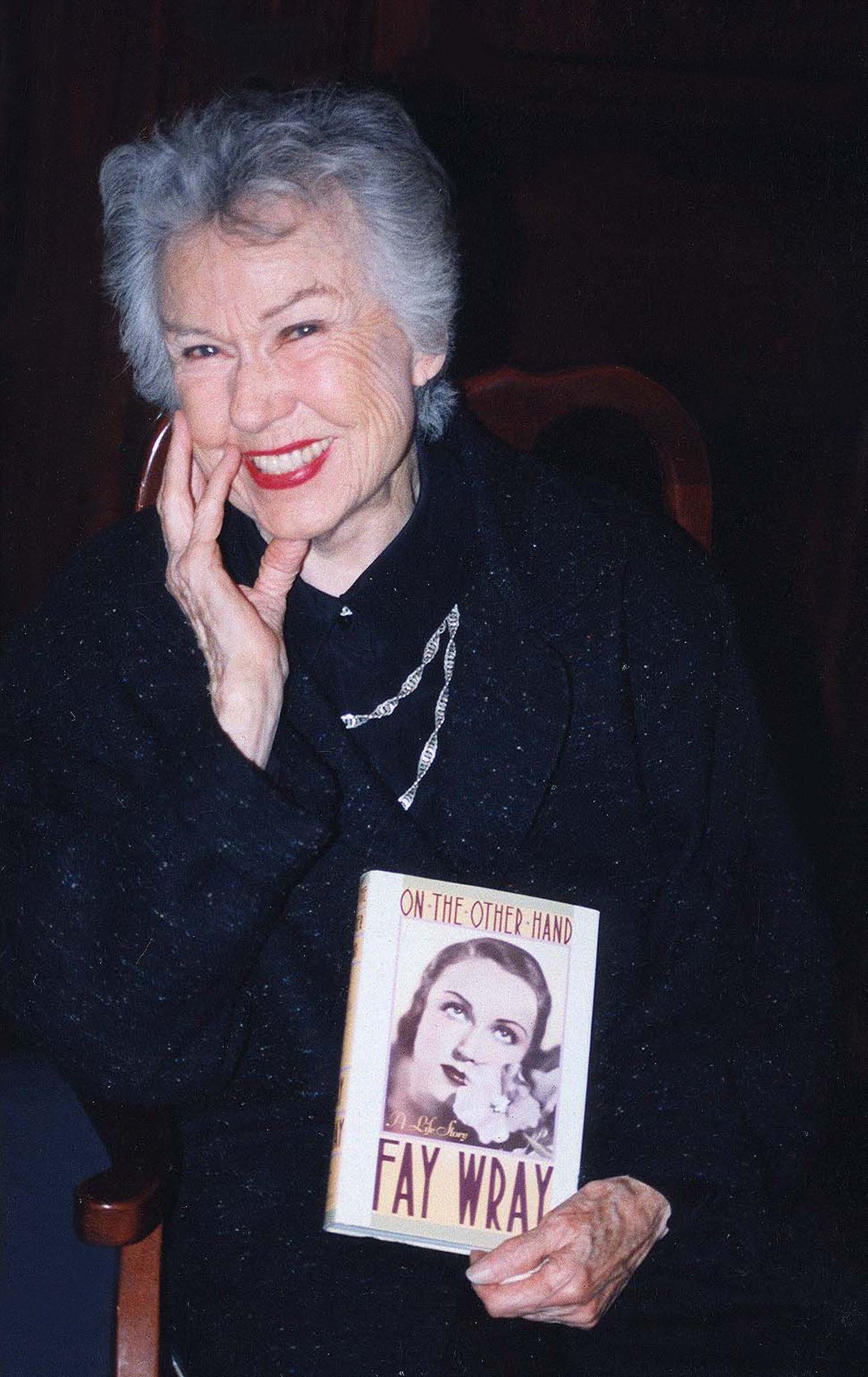
Fay Wray amb el seu llibre autobiogràfic

El seu primer espòs, John M. Saunders, va ser guionista de les pel·lícules Wings i The Dawn Patrol. Va romandre casada amb ell des de 1928 a 1939 i va confessar que «tenia aquesta qüestió en la seva vida de viure perillosament i morir jove». Saunders era faldiller, alcohòlic i drogoaddicte. Wray es va divorciar després que li injectés drogues mentre dormia. Finalment Saunders va vendre la seva casa i els seus mobles, va guardar els diners i va desaparèixer per un temps amb la petita filla de tots dos, Susan, que va ser recuperada més tard per Wray en un hotel novaiorquès. Durant els onze anys que van romandre casats, cadascun va guanyar mig milió USD però no en va quedar res d'ells. Saunders es va penjar en 1940 després d'un període de malaltia.
El seu segon marit, Robert Riskin, amb el qual va estar casada des de 1942 a 1955, va escriure les comèdies de Frank Capra Va succeir una nit i Mr. Deeds Goes to Town. En 1950, Riskin va patir una seriosa apoplexia i degué ser internat en un asil, període en el qual Wray el va acompanyar fins a la seva mort cinc anys després.
Durant el seu sojorn a Califòrnia, quan Wray comptava amb 14 anys, va estar acompanyada durant un breu lapse pel nuvi d'una de les seves germanes, el fotògraf William Mortensen (27 de gener de 1897-12 d'agost de 1965), qui li va confessar el seu amor i li va manifestar que tenia sentiments ferms per ella que no havia experimentat mai amb la seva germana. En una ocasió Mortensen va prendre fotografies artístiques de Wray a la platja i aquestes van arribar a la mare de Fay, Elvina, que va arribar enfurida a Califòrnia per a exigir una explicació. Un dels germans de Wray, Joseph, va ser internat en un sanatori degut a un trastorn mental però es va escapar i es va suïcidar llançant-se a les vies del tramvia a Stockton, Califòrnia, el 4 de juny de 1928. Els seus altres germans van ser Victor, Richard, Vaida i Willow.
Wray es va convertir en ciutadana naturalitzada dels Estats Units a principis de la dècada de 1930. En la seva autobiografia, By the Other Hand (1989), va confessar que simpatitzava amb el Partit Republicà.

## Honors

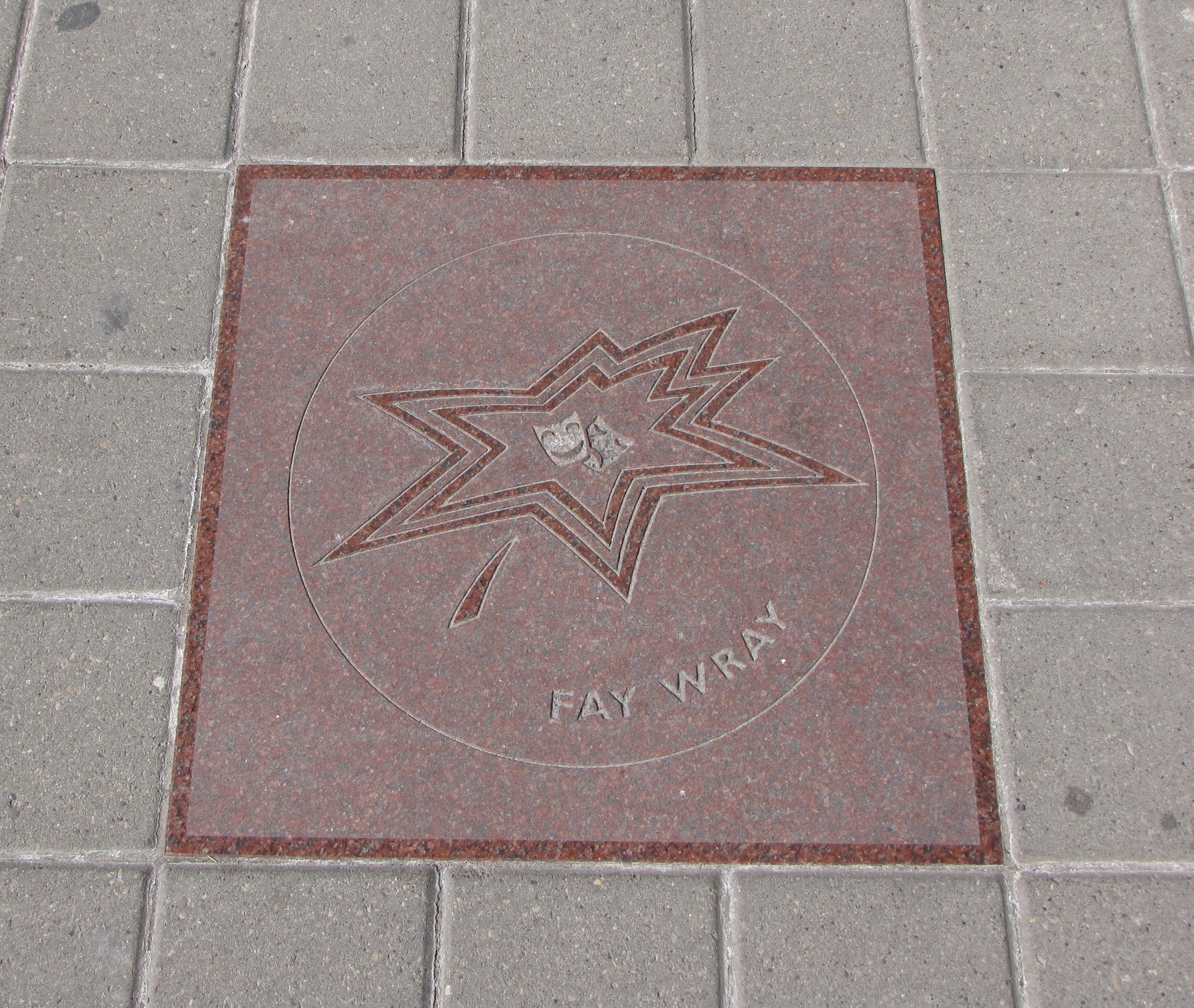
Estrella de Wray al Passeig de la Fama del Canadá.

L'Acadèmia de Cinema de Ciència-ficció, Fantasia i Terror li va atorgar un premi especial a Wray en 1975. En 1989, va rebre el premi «Women in Film Crystal» i va ser honrada amb el «Legend in Film» lliurat en 2003 durant el Festival Internacional de Cinema de Palm Beach. Per la seva contribució a la indústria cinematogràfica, Wray va ser homenatjada amb una estrella al Passeig de la Fama de Hollywood al 6349 de Hollywood Boulevard el 1960 També, va rebre una estrella pòstuma en el Passeig de la Fama del Canadà en Toronto el 5 de juny de 2005 i es va inaugurar un petit parc amb el seu nom prop de Lees Creek en Cardston, Alberta, la seva ciutat natal. Un petit cartell en la vora del parc sobre el carrer principal té una silueta de King Kong que recorda el seu paper en aquesta pel·lícula. Al maig de 2006, Wray va ser un dels quatre primers artistes a ser honrats amb un segell de correus al Canadà. D'altra banda, el cantant Jimmy Ray va fer esment a Wray en la cançó «Are You Jimmy Ray» de 1998.

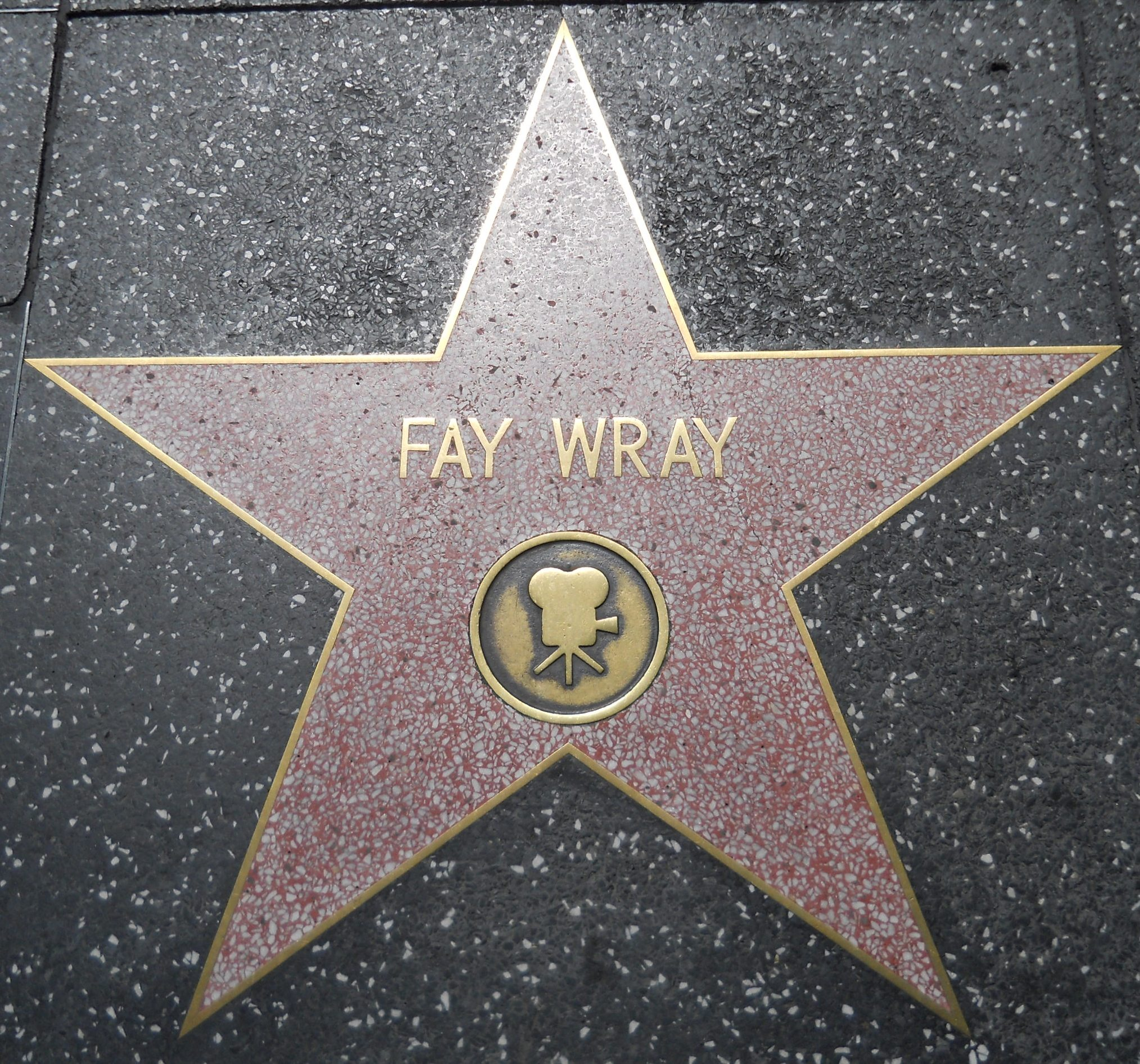
Estrella de Wray al Passeig de la Fama de Hollywood.

L'escriptor Anthony Slide va escriure en el seu llibre Silent Players que Wray «era seleccionada pels cineastes perquè era competent, complidora i, sobretot, intel·ligent. Va comprendre la importància de King Kong en la seva carrera però era feliç parlant d'altres pel·lícules».